# Bahnhof Šiauliai
Der Bahnhof Šiauliai ist ein Bahnhof in der Stadt Šiauliai in Nordlitauen. Er wird von der litauischen Staatsbahn Lietuvos geležinkeliai betrieben. Der an der Bahnstrecke Kaišiadorys–Liepāja gelegene Bahnhof wurde 1871 von der Libau-Romny-Bahn eröffnet. 1916 wurde die Strecke nach Jelgava (Mitau) eröffnet.